# لواء القدس (تنظيم)
لواء القدس هي جماعة فلسطينية تعمل في حلب موالية لحكومة البعث، تشكلت في عام 2013 من قبل المهندس محمد السعيد بعد التنسيق مع الجبهة الشعبية لتحرير فلسطين – القيادة العامة. مع بداية عام 2015، تكبدت الجماعة 200 قتيل وأكثر من 400 جريح منذ تأسيسها. تتكون الجماعة غالباً من فلسطينيين سنة من مخيم النيرب للاجئين وبعض الجماعات المسيحيَّة وبمقاتليه من الرجال والنساء. يعتقد أن لواء القدس أكبر قوة موالية غير نظاميَّة مساعدة تعمل في حلب، ويصل عدد قواته إلى 5000 مقاتل.
يتلقى لواء القدس دعماً من روسيا، فبالإضافة لمنح الجيش الروسي أوسمة متعددة للكثير من قيادات اللواء، ظهرت العديد من الصور التي توثق تواجد ضباط روس مع قيادات لواء القدس

## التاريخ العملياتي
ساندت الجماعة الجيش السوري في محاولاته لإعادة فتح خط الإمداد الرئيسي إلى حلب عام 2015.